# القلعة (تاغزوت)
القلعة هي إحدى مشيخات المملكة المغربية، تتبع جغرافيا لإقليم الحسيمة وإداريًا لتاغزوت. يقدر عدد سكانها بـ 13,849 نسمة حسب الإحصاء الرسمي للسكان والسكنى لسنة 2004.